# Ilha Air Force
A Ilha Air Force é uma ilha não habitada do Arquipélago Ártico Canadiano, na região da Bacia de Foxe. Fica na Região de Qikiqtaaluk, em Nunavut, Canadá e foi registrada pela primeira vez em 1948.
A ilha tem 1720 km² de área. 

## Flora e fauna
A paisagem é caracterizada por pântanos salgados e baixa vegetação de tundra, principalmente juncos e outras gramíneas, musgos e líquenes. Uma expedição do Canadian Wildlife Service em 1996 e 1997 mostrou que a ilha é um importante retiro e área de reprodução para inúmeras espécies de aves do Ártico. Foram identificadas 42 espécies diferentes, 25 das quais se reproduzem na ilha Air Force. Áreas extensas de reprodução, que estão entre as mais importantes no Ártico canadiano, são particularmente comuns para espécies como o falaropo-de-bico-grosso (Phalaropus fulicaria) e o pilrito-de-uropígio-branco (Calidris fuscicollis). A ilha Air Force e as vizinhas ilha Prince Charles e ilha Foley são consideradas pela BirdLife International como "Important Bird Area" (NU011).
Os mamíferos incluem: ursos-polares (Ursus maritimus), raposas-do-ártico (Alopex lagopus) e lemingues (Dicrostonyx torquatus). Os rebanhos de caribus migram de ilhas vizinhas, especialmente da ilha de Baffin.